# Варен (Мириц)
Варен (њем. Waren) град је у њемачкој савезној држави Мекленбург-Западна Померанија. Једно је од 60 општинских средишта округа Мириц. Према процјени из 2010. у граду је живјело 21.223 становника. Посједује регионалну шифру (AGS) 13056072.

## Географски и демографски подаци
Варен се налази у савезној држави Мекленбург-Западна Померанија у округу Мириц. Град се налази на надморској висини од 70 метара. Површина општине износи 158,4 km². У самом граду је, према процјени из 2010. године, живјело 21.223 становника. Просјечна густина становништва износи 134 становника/km².

## Међународна сарадња
| Мјесто | Држава | Врста сарадње | Од    |
| ------ | ------ | ------------- | ----- |
| Рокашо | Јапан  | партнерство   | 1994. |
| Извор  |        |               |       |